# Infrazvuk
Infrazvuk je akustické vlnění, jehož frekvence je tak nízká, že ho lidské ucho není schopné zaznamenat. Přesná hranice mezi slyšitelným zvukem a infrazvukem neexistuje, ale udává se mezi 16 až 20 Hz. Spodní hranice se udává mezi 0,001 a 0,2 Hz.

## Infrazvuk v přírodě
Infrazvuk vzniká přirozeně prouděním větru, šumem stromů nebo hučením vody či moře.
Je známo, že velryby, sloni, hroši, nosorožci, okapi a aligátoři používají infrazvuk k dorozumívání.

## Účinky na lidský organismus
I když infrazvuk neslyšíme, může způsobit vážné závratě. Při vysoké intenzitě může způsobit perforaci kochleární membrány nebo infarkt. Vnímaví jedinci pociťují tlak v uších (pocit "zalehnutí"), tlak na citlivé oblasti pokožky, jako např. obličej, hřbet ruky. Vlny akustického "signálu" v přírodě ve frekvenční oblasti 0,05 - 20 Hz jsou obvykle na úrovni 80-90 dB. Při bouřích, přechodech front dosahuje až 120 dB.
Aerodynamický infrazvuk v dopravních prostředcích (lokomotivy ČD řad 163, 263, 363 a obdobné) při rychlostech jízdy vyšší než 80 km/hod přesahuje hodnotu 130 dB, extrémně i 140 dB - to je za prahem bolestivosti (odpovídá to tlakům řádově jednoty až desítky pascal). Uvedené tvrzení platí při porušení hermetizace kabiny (otevření okének) a současné změně laminárního obtékání kabiny okolním vzduchem na turbulentní.

## Vojenství
Ve vojenství se využívají nejen zmíněné účinky fyziologické, ale i mechanické. Vzhledem k tomu, že intenzita zvuku klesá s druhou mocninou vzdálenosti, je dosah relativně malý a praktické využití dosti omezené.[zdroj⁠?!]

## Zdroje infrazvuku

### Přírodní
- Sopečná činnost
- Živočichové

### Umělé
- Větrné elektrárny

## Hygienické limity
V ČR stanovuje limity pro infrazvuk nařízení vlády č. 272/2011 Sb. Například ve frekvenčním pásmu 1 Hz až 16 Hz je limit hladiny akustického tlaku 110 dB a při krátkodobé expozici do 8 minut je to 137 dB.